# Акати
Акати (ингуш. ӏаькъатӏе) — покинутый населённый пункт в Сунженском районе Ингушетии.

## География
Был расположен на левом берегу речки Соленая притока реки Фаэтонка, у подножия Амитинского хребта. Ближайшие населённые пункты: на юго-западе — село Галашки, на северо-востоке — село Аршты, на юго-востоке — село Даттых.

## История
По состоянию на декабрь 1926 года Акати входил в состав Галашкинского района Ингушской АО. По данным переписи 1926 года в селе проживали ингуши.
Село было покинуто жителями в 90-е годы XX века. В связи с массовой электро- и газификацией Ингушетии жителей Акаты переселили в более благоустроенные села Алхасты и Аршты
Население села по состоянию на 1988 год составляло около 20 чел.